# NGC 2357
NGC 2357 é uma galáxia espiral (Sc) localizada na direcção da constelação de Gemini. Possui uma declinação de +23° 21' 23" e uma ascensão recta de 7 horas, 17 minutos e 40,9 segundos.
A galáxia NGC 2357 foi descoberta em 6 de Fevereiro de 1885, por Édouard Jean-Marie Stephan.